# گاه‌شماری بیزانسی
گاهشماری بیزانسی که از پیرامون ۶۹۱ میلادی تا سال ۱۷۲۸ میلادی مورد استفادهٔ کلیسای ارتدکس شرقی در بطریقی قسطنطنیه بود. این گاهشماری همچنین میان سال‌های ۹۸۸ تا ۱۴۵۳ میلادی، تقویم رسمی امپراتوری روم شرقی، و از پیرامون ۹۸۸ تا ۱۷۰۰ گاهشمار رسمی روس کیف و روسیه بود. مبنای آن نیز همان گاه‌شماری ژولینی بود، به جز مبدائش که ۱ سپتامبر سالی بود که برپایهٔ نسخه هفتادگانی کتاب مقدس مبدأ تاریخ دانسته‌می‌شد. اینچنین نخستین سال آن از ۱ سپتامبر ۵۵۰۹ پیش از میلاد -تاریخ آفرینش- آغاز می‌شد و در ۳۱ اوت ۵۵۰۸ پیش از میلاد پایان می‌پذیرفت.